# FK Baník Most
FK Baník Most was een voetbalclub uit de stad Most in Tsjechië. De club promoveerde in 2005 naar de Gambrinus liga (hoogste klasse) en degradeerde in 2008. In juli 2008 veranderde de clubnaam in FK Baník Most. In het seizoen 2014/15 degradeerde de club uit de Fotbalová národní liga naar de ČFL, waarin de club één seizoen speelde. Voor het seizoen 2016/17 werd de club voor geen enkele competitie aangemeld.

## Naamsveranderingen
- 1909 — SK Most (Sportovní klub Most)
- 1948 — ZSJ Uhlomost Most (Základní sportovní jednota Uhlomost Most)
- 1953 — DSO Baník Most (Dobrovolná sportovní organizace Baník Most)
- 1961 — TJ Baník Most (Tělovýchovná jednota Baník Most)
- 1979 — TJ Baník SHD Most (Tělovýchovná jednota Baník Severočeské hnědouhelné doly Most)
- 1993 — FK Baník SHD Most (Fotbalový klub Baník Severočeské hnědouhelné doly Most)
- 1995 — FC MUS Most 1996 (Football Club Mostecká uhelná společnost Most 1996, a.s.)
- 2003 — FK SIAD Most (Fotbalový klub SIAD Most, a.s.)
- 2008 — FK Baník Most (Fotbalový klub Baník Most, a.s.)
- 2013 — FK Baník Most 1909 (Fotbalový klub Baník Most, a.s.)
- 2016 — opheffing

## Erelijst
| Nationaal sinds 1993            |    |         |
| Kampioen Fotbalová národní liga | 1× | 2004/05 |

## Bekende (oud-)spelers
- Josef Masopust